# Liquidus

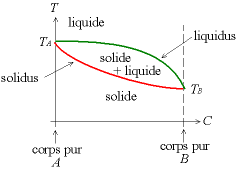
Diagramme de phase binaire, à pression constante, pour deux corps purs présentant une miscibilité complète.

Le liquidus du diagramme de phase d'un matériau sépare le domaine où le matériau est (à l'équilibre) entièrement liquide de celui où coexistent solide et liquide. À température décroissante, croiser le liquidus revient à initier la cristallisation partielle (apparition des premiers cristaux) ; à température croissante, cela revient à terminer la fusion (disparition des derniers cristaux). La notion de liquidus est utilisée en chimie, en métallurgie et en pétrologie.
Le liquidus est une ligne dans un diagramme binaire, une surface dans un diagramme ternaire, etc. C'est le graphe d'une fonction :
{\displaystyle T_{\mathrm {L} }=f(P,{\vec {x}})}
où {\displaystyle T_{\mathrm {L} }} désigne la température du liquidus, {\displaystyle P} la pression et {\displaystyle {\vec {x}}} la composition du matériau. On dit parfois simplement liquidus au lieu de température du liquidus.